# Podul Buda
Podul Buda (în franceză Pont de Buda, în neerlandeză Budabrug) este un pod ridicător peste canalul maritim Bruxelles-Escaut, inaugurat pe 19 iunie 1955 de către prințul Albert, și care conectează Neder-Over-Heembeek și Haren, două foste comune încorporate în orașul Bruxelles în 1921.

## Istoric
Denumirea podului face referire la Buda, fosta capitală a Ungariei, actualmente parte a Budapestei. Eliberarea orașului de către Liga Sfântă, care i-a alungat pe otomani pe 2 septembrie 1686, în urma bătăliei de la Buda, a creat o puternică impresie în Europa, iar multe locuri de pe actualul teritoriu al Belgiei au fost denumite „Buda”. Printre acestea s-a aflat și o fermă situată în Heembeek, între râul Senne și canal, care a dat ulterior numele satului Buda. Culeea de est a podului este situată pe teritoriul acestui fost sat, iar numele lui a fost transferat și podului.  
În 1931, după alte surse în 1932, în acest loc a fost construit un pod de cale ferată peste canalul Bruxelles-Escaut. Acesta a fost denumit „Podul Buda” și a fost realizat de societatea anonimă Chemin de Fer Industriel du Port de Vilvorde et Extensions (abreviată CFI Group), cu scopul de a îmbunătăți legăturile între portul Vilvoorde, avanportul său și stația tehnică de formare a trenurilor din zona Haren–Schaarbeek. Acest pod feroviar a fost distrus în timpul celui de-al Doilea Război Mondial, fiind aruncat în aer de trupele engleze în noaptea de 16 spre 17 mai 1940, și a fost înlocuit cu un pod provizoriu construit de germani. Însă podul provizoriu făcea cu greu față navigației și a fost grav avariat în 1951, în urma coliziunii cu două péniche angajate să traverseze pe sub el în același timp, deși podul nu permitea decât trecerea câte uneia pe rând. Pilele podului au fost smulse din fundații, iar tablierul s-a prăbușit peste cele două péniche.
În urma accidentului, resturile podului provizoriu au fost demolate și s-a decis realizarea unui pod definitiv. Actualul pod Buda, construit pe amplasamentul fostului pod feroviar de către societatea Baume & Marpent, a costat 60 de milioane de franci belgieni de la acea dată și a fost inaugurat în anul 1955, cu ocazia împlinirii a 400 de ani de activități portuare la Bruxelles.

## Caracteristici tehnice
Podul are o structură de grinzi de oțel cu zăbrele, alcătuită din doi piloni masivi, cu înălțimea de 36,10 m și conectați la partea superioară printr-o grindă orizontală. Un sistem de trolii pune în mișcare ridicarea pe verticală a tablierului pentru a permite traversarea vaselor pe dedesubt, asigurând o înălțime de liberă trecere de 34,47 m.
Podul are o lățime egală cu înălțimea, 36,10 m, și este amplasat într-un loc în care lățimea canalului Bruxelles-Escaut este de 25 m. Este deservit de un podar, care întrerupe circulația rutieră și pietonală între cele două maluri la solicitarea utilizatorilor căii navigabile. Podul funcționează 24 de ore din 24.

## Locuri din proximitate
În apropierea podului, între râul Senne și canal, pe un amplasament unde se găseau printre altele atelierele societății CFI Group, funcționează Stația de Epurare a Apelor Bruxelles-Nord, care tratează două treimi din apele uzate ale capitalei Bruxelles.